# Roundhouse
Roundhouse je budova v severním Londýně, vystavěná v roce 1846 jako výtopna. V roce 1964 se zde začaly konat různé koncerty a během následujících let zde vystupovali například The Doors, Pink Floyd, John Cale nebo David Bowie. Několikrát se zde konal hudební festival iTunes Festival. Rovněž se zde konala divadelní představení. Budova je zařazena na seznamu listed building třídy II*.